# Liste des jardins partagés de Lyon
La liste des jardins partagés de Lyon dresse une liste des jardins partagés de Lyon en France. 
En mars 2017, ils sont au nombre de 43.

## Liste
| Nom                                  | Arrondissement | Année de création | Superficie (en m²) | Photo                                                  | Adresse                                                |
| ------------------------------------ | -------------- | ----------------- | ------------------ | ------------------------------------------------------ | ------------------------------------------------------ |
| La Pinède                            | 3e             | 2019              |                    | Jardin partagé pédagogique La Pinède (Lyon) - mai 2019 | Angle des rues rue Voltaire et Chaponnay               |
| Jardin du parc Zénith                | 3e             | 2018              |                    | Jardin partagé du Parc Zénith                          | Parc Zénith                                            |
| Jardin du parc Sisley                | 3e             | 2017              |                    | Jardin partagé du parc Sisley                          | Parc Sisley                                            |
| Le Secret d’Irénée                   | 5e             | 2002              | 450                |                                                        | Angle rues Saint-Irénée et des Macchabées              |
| Les jardins ChampignonsCommune       | 5e             | 2004              |                    |                                                        | quartier Saint-Just                                    |
|                                      | 3e             | 2005              |                    |                                                        | 84, avenue Lacassagne                                  |
| Le jardin vitalité                   | 1er            | 2005              | 90                 |                                                        | 7 rue Saint-Polycarpe                                  |
| Le jardin pédagogique                | 1er            | 2004              | 180                |                                                        | Angle de la rue Ornano et place Morel                  |
| Jardigones                           | 2e             | 2005              |                    |                                                        | ELAC Centre d’échangeur de la gare - rue Gilibert      |
| Jardin du centre social de Champvert | 9e             | 2003              | 30                 |                                                        | Centre social de Chamvpert 204 avenue Barthélémy-Buyer |
| Le jardin de Valdo                   | 5e             | 2005              | 100                |                                                        | 7, rue Jeunet                                          |
| Jardin collectif Mazagran            | 7e             |                   |                    | Jardin partagé Mazagran                                | 6 rue Mazagran - Lyon                                  |
| Jardins suspendus de Perrache        | 2e             |                   |                    | Jardins suspendus de Perrache                          | Gare de Lyon-Perrache                                  |
| La Montée Bonachoux                  | 5e             |                   |                    | La Montée Bonachoux                                    | Montée Bonafous                                        |
| Graines de Lait                      | 7e             |                   |                    | Graines de Lait                                        | Allée Léopold-Sédar-Senghor                            |
| Jardin de la rue des Émeraudes       | 6e             |                   |                    | Jardin de la rue des Émeraudes                         | Rue des Émeraudes                                      |